# Antipater de Bostra
Pour les articles homonymes, voir Antipater.
Antipater de Bostra est évêque de Bostra en Arabie romaine peu après le concile de Chalcédoine (451).
Il est connu principalement pour sa Réfutation de l'Apologie d'Origène par Eusèbe de Césarée, dont il subsiste diverses citations par des auteurs qui ont alimenté la polémique contre l'origénisme (Léonce de Byzance, Jean Damascène, deuxième concile de Nicée). Ses écrits sont perdus mais plusieurs auteurs ont retranscrit quelques homélies, dont certaines ne sont conservées qu'en arménien.

## Référence aux éditions
- CPG 6680-6698

## Liens
1. ↑  S. Vailhé, Dictionnaire de théologie catholique, 1909 (lire sur Wikisource), « Antipater de Bostra ». Les fragments sont conservés dans les actes du concile et les recueils de Jean Damascène et d'Angelo Mai. Théodoret de Cyr publia deux homélies (Patrologie Grecque 80), l'une est probablement inauthentique, l'autre serait un fragment d'Antipater, mais sans certitudes.

- Notices dans des dictionnaires ou encyclopédies généralistes :   - Deutsche Biographie
  - Enciclopedia italiana
  - Treccani
- Notices d'autorité :   - VIAF
  - IdRef
  - LCCN
  - GND
  - Italie
  - Espagne
  - Pays-Bas
  - WorldCat